# Evangelische Pfarrkirche Tannenkirch

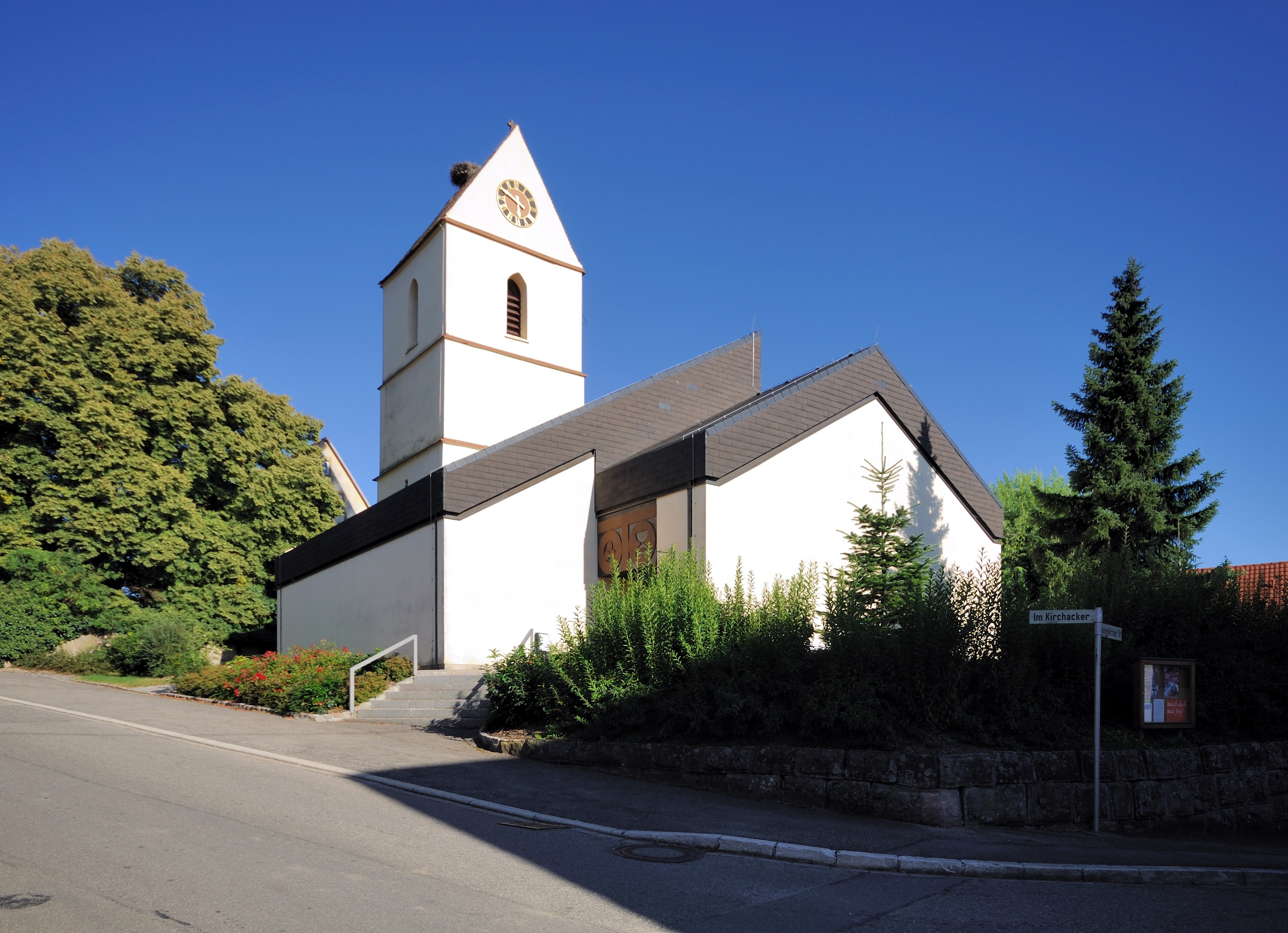
Evangelische Pfarrkirche

Die Evangelische Pfarrkirche Tannenkirch (Matthiaskirche) ist die Dorfkirche des südbadischen Tannenkirch, einem Stadtteil von Kandern. Die Pfarrkirche, die dem Heiligen Matthias geweiht war, ist ein Bauwerk bestehend aus einem mittelalterlichen Chorturm und einem modernen Kirchenschiff, was einmalig im Markgräflerland ist. Im Chor befindet sich ein historisch wertvoller Freskenzyklus. Die Kirche steht im Dorfkern gegenüber dem Rathaus.

## Geschichte
Die Kirche steht mit ihrer Gemeinde in enger Beziehung zueinander. Bereits die erste urkundliche Erwähnung des Ortes Tannenkirche im Jahr 1179 in einer päpstlichen Bulle nennt auch die Kirche. Diese Verknüpfung findet sich bis heute im Ortswappen von Tannenkirch, wo die Kirche bildlich dargestellt wird.
Das vom Cluniazenserpriorats St. Ulrich ausgeübte Patronatsrecht im Jahr 1184 lässt die Vermutung zu, dass die Kirche auf deren Gründung zurückgeht; gesichert ist dies jedoch nicht. Möglicherweise haben bereits im 8. oder 9. Jahrhundert missionierende Mönche eine erste Kirche inmitten des Waldes errichtet. 1223 wurde die Tannenkircher Kirche als Pfarrkirche schriftlich erwähnt. Im 14. Jahrhundert gehörte der Ort zum Dekanat Neuenburg. Aus dieser Zeit geht auch der heutige Kirchenbau zurück. Der noch erhaltene Kirchturm wurde vermutlich um 1300 errichtet. 1423 machten der Markgraf Rudolf III. und seine Frau Anna eine Stiftung von 10 Gulden, die ein Jahr nach dem Tod des Markgrafen je hälftig für den Kirchenbau und dem Pfarrherren ausbezahlt wurden.
Im Jahr 1528 bestätigte dem Markgrafen letztmals der Basler Bischof Philipp von Gundelsheim den Zehnt, da mit der Einführung der Reformation 1556 der Markgraf zum obersten Kirchenherr wurde. Die steigende Bevölkerung der Gemeinde führt dazu, dass sich am 23. September 1738 der Pfarrer und Vogt von Tannenkirch mit der Bitte um Vergrößerung der Kirche an den Markgrafen wandte. Der Bitte um Erweiterung wurde stattgegeben. 1740 wurden die Umbaumaßnahmen fertiggestellt.

Historische Ansicht von Tannenkirch und seiner Kirche

In einer Beschreibung aus dem Jahr 1741 hält Landvogt Ernst Friedrich Leutrum von Ertingen die Kirche für eine der besten in der oberen Herrschaft:

„Diese erhaltet die fürstliche Herrschaft. […] Den Kirchturm erhaltet die Gemeind. […] Alle Episcopal Collatur Patronat-Rechte samt Kirch und Kirchensatz und allen geistlichen Gefällen gehören einzig und allein dem hochfürstlichen Haus Baden Durlach.“

Da der Ort im 18. Jahrhundert für das Fürstenhaus Baden-Durlach einträglich, geht am 4. Oktober desselben Jahres folgende Bittschrift wegen 34 Eichen, die für den Dachstuhl der Kirche benötigt werden, an das Fürstenhaus:

„solche [Eichen] zu kaufen schwer ankommt, weilen wir ganz wenige Gemeinseinkünft haben.“

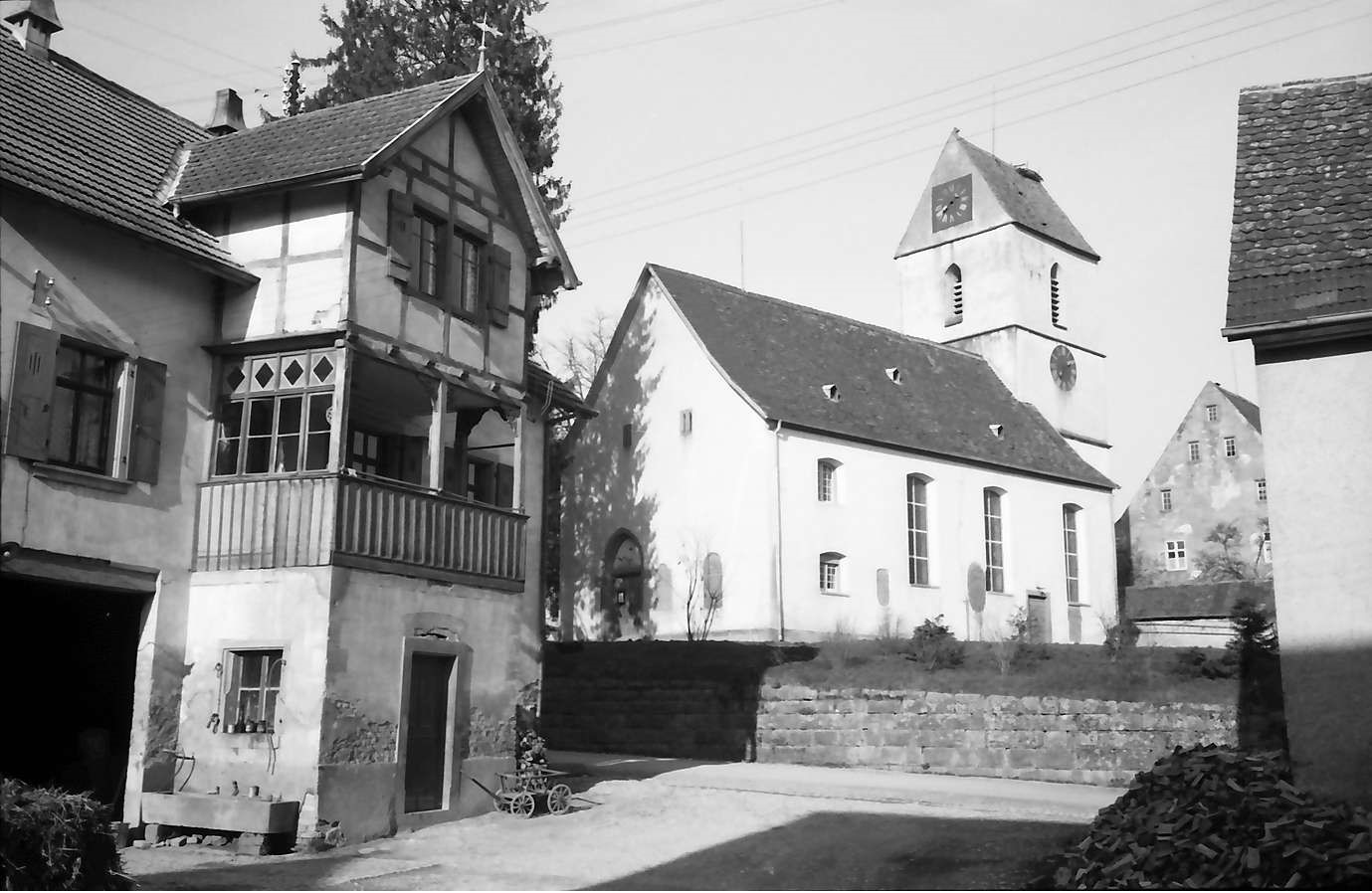
Die Pfarrkirche mit dem alten Kirchenschiff (1961)

Die Gemeinde bat daher, die Eichen aus dem fürstlichen Forstamt zugewiesen zu bekommen

„als hochfürstliche Durchlauchtigkeiten fast aus keime dero oberländischen Ort so schöne Revenuen ziehen als von Tannenkirch“

Doch auch die Hilfe des Fürstentums konnte den Verfall der Kirche nicht aufhalten, so dass bereits 1769 eine Säule aus der Empore vermoderte und herausbrach. Der sparsame Umgang mit neuen Baumaterialien machte die Kirche zusehends reparationsbedürftig. In den 1860er Jahren traute das Großherzögliche Bauamt der stark verfallenen Kirche nur noch eine Lebensdauer von 35 Jahren zu. In der Folge wurden Instandhaltungsarbeiten vorgenommen, die das Kirchenschiff erhöhte. Durch die schlechte Bausubstanz musste 1972 dieses vollständig abgebrochen werden.
Auf dem Kirchturm wurde 1983 ein Storchennest montiert, das seither von Störchen angesiedelt wird. Der ursprünglich nach Süden ausgerichtete Altarraum wurde 1986 wieder nach Osten verlegt, so dass sich dieser vor dem Chorraum mit restauriertem Taufbecken befindet.

## Beschreibung

### Bauwerk
Der wehrhafte mittelalterliche Turm ist durch Gesimse in drei Geschosse unterteilt und ist mit einem Satteldach gedeckt. Die Entstehung des kompakten Turms – dieser Baustil ist im Markgräflerland sehr verbreitet – wird auf um das Jahr 1300 datiert und aus der Mauertechnik geschlossen. Die Eckquader sind durch Verputz verdeckt und im untersten Geschoss befinden sich gotische Maßwerkfenster, die erst nach der Fertigstellung des Turms ausgebrochen wurden. Die Turmhalle öffnet sich durch einen Triumphbogen aus einem gefugten Sandsteinquader.

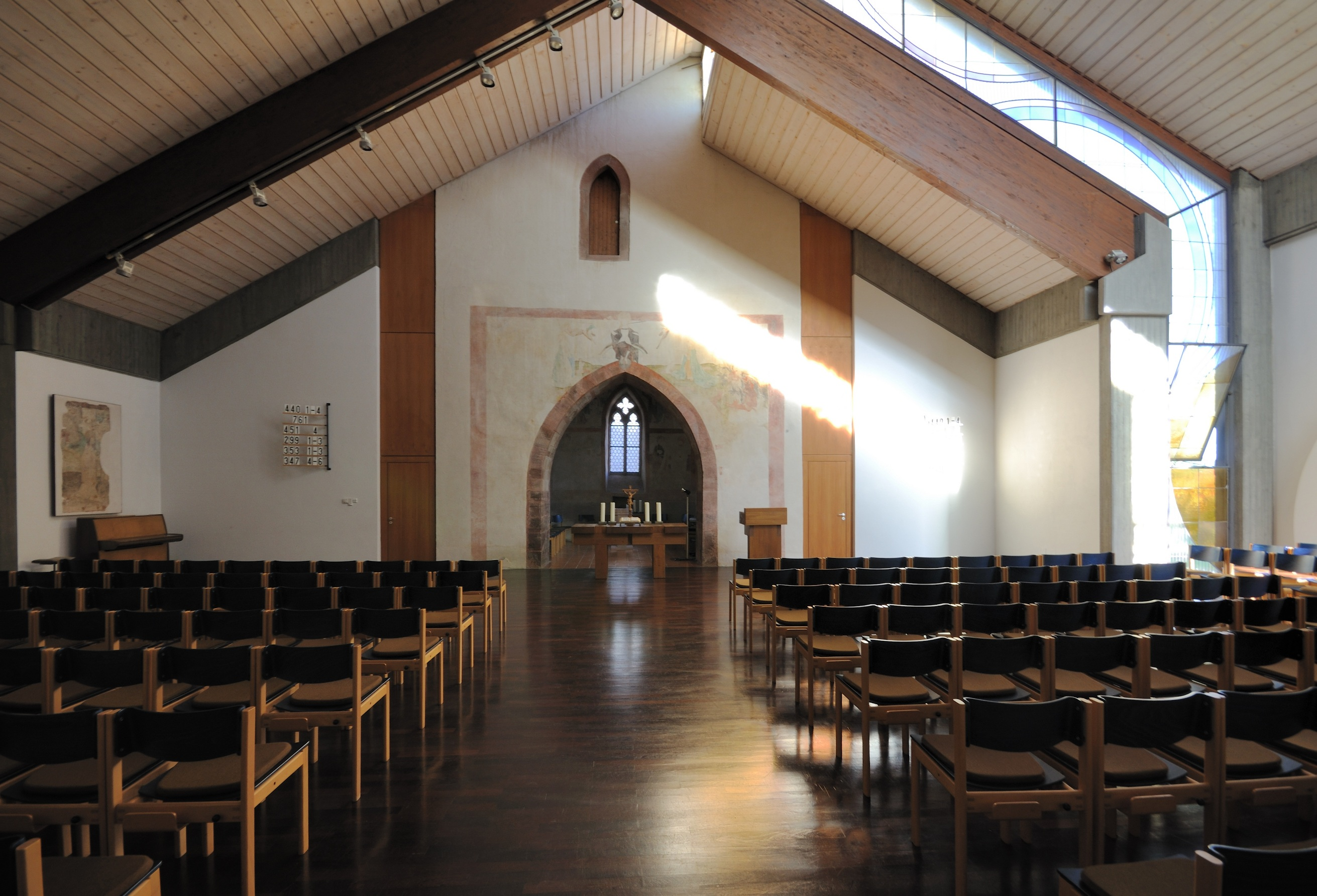
Blick vom Kirchenschiff Richtung Turmhalle

Das 1972 abgebrochene alte Kirchenschiff wurde vom Architekten Günter Mall neugestaltet und mit dem Chorturm eingebogen. Das Kirchenschiff besteht aus zwei zueinander versetzten Baukörpern aus hellem Verputz und einem dunklen Satteldach aus Faserzement. Die Turmhalle dient als Seitenkapelle für Hochzeiten, Taufen oder private Andachten. Das Kirchenschiff dient vor allem dem Gottesdienst, beherbergt den Altar; ist aber durch seine Unterteilbarkeit vielseitig einsetzbar. Seine Außenkonturen sind geschlossen und wirken zurückhaltend, um die dörfliche Umgebung nicht zu beeinträchtigen. Die Konstruktionselemente Stahlbeton, Holz und Ziegelmauerwerk sind nur im Inneren sichtbar. Zum Erntedankfest 1973, am 30. September, wurde die Kirche durch den Landesbischof Heidland eingeweiht.

### Wandmalereien
In der mittelalterlichen Nordwand des Turms befinden sich Fresken aus der zweiten Hälfte des 15. Jahrhunderts. Sie werden dem Avignon-Burgundischen Kunstkreis zugerechnet. Die Malereien waren durch die Emporen beschädigt, Reste von ihnen konnten jedoch vor dem Abbruch freigelegt und in die neue Kirche herübergerettet werden. Die Wandmalereien lassen sich in zwei Reihen unterteilen. Die untere Reihe stellt Bilder der Zwölf Apostel dar, die obere enthält Darstellungen aus dem Leben Mariä.

### Glocken und Orgel
Bis ins Jahr 1677 hatte die Kirche von Tannenkirch drei Glocken, die im Holländischen Krieg, wovon die größte nach Basel verpfändet werden musste. Über den Verbleib dieser und auch der beiden anderen ist nichts bekannt. 1714 goss Weitenauer eine große a′-Glocke, 1736 folgten eine c′- und eine e′′-Glocke. Im Ersten Weltkrieg blieben diese wegen ihrer kunstvollen Gestaltung noch verschont. Während des Zweiten Weltkriegs mussten die beiden größeren 1942 abgegeben werden.
Seit 1949 besteht das Geläut aus folgenden drei Eisenhartglocken, die von der Gießerei J. F. Weule stammen:
| Nr. | Name            | Nominal | Gussjahr | Nutzung   | Inschrift                 |
| 1   | Große Glocke    | g′      | 1949     | Betglocke | Haltet an am Gebet        |
| 2   | Mittlere Glocke | a′      | 1949     |           | Seid geduldig in Trübsal  |
| 3   | Kleine Glocke   | d′′     | 1949     |           | Seid fröhlich in Hoffnung |

Die Orgel aus dem Jahr 1897 stammte von August Merklin aus Freiburg und ersetzte ein Werk von Mathias und Josef Martin aus dem Jahr 1824. 1954 wurde das Werk durch Orgelbau Walcker umgebaut und besaß zwei Manuale, ein Pedal und zwölf Register. 1990 wurde das Instrument durch eine 1972 erbaute Orgel von Ernest Mühleisen ersetzt, welche 1995 um zwei Pedalregister erweitert wurde.
Die Orgel hat folgende Disposition:
| Unterwerk C–g′′′ |    |
| Gedeckt          | 8′ |
| Flöte            | 4′ |
| Schwiegel        | 2′ |

| Hauptwerk C–g′′′ |                |
| Gedeckt          | 8′             |
| Prinzipal        | 4′             |
| Sesqui           | 2 ⁄3′ (2-fach) |
| Zimbel           | 1′             |

| Pedal C–f′ |     |
| Subbass    | 16′ |
| Octavbass  | 8′  |